# Glen Acres (Nuevo México)
Glen Acres es un lugar designado por el censo ubicado en el condado de Hidalgo en el estado estadounidense de Nuevo México. En el Censo de 2010 tenía una población de 208 habitantes y una densidad poblacional de 84,09 personas por km².

## Geografía
Glen Acres se encuentra ubicado en las coordenadas 32°22′29″N 108°42′58″O / 32.37472, -108.71611. Según la Oficina del Censo de los Estados Unidos, Glen Acres tiene una superficie total de 2.47 km², de la cual 2.47 km² corresponden a tierra firme y (0%) 0 km² es agua.

## Demografía
Según el censo de 2010, había 208 personas residiendo en Glen Acres. La densidad de población era de 84,09 hab./km². De los 208 habitantes, Glen Acres estaba compuesto por el 82.69% blancos, el 2.88% eran afroamericanos, el 0% eran amerindios, el 0% eran asiáticos, el 0% eran isleños del Pacífico, el 12.5% eran de otras razas y el 1.92% pertenecían a dos o más razas. Del total de la población el 54.81% eran hispanos o latinos de cualquier raza.